# Солароло (Равена)
Солароло (итал. Solarolo) је насеље у Италији у округу Равена, региону Емилија-Ромања.
Према процени из 2011. у насељу је живело 3045 становника. Насеље се налази на надморској висини од 26 м.

## Становништво
Према резултатима пописа становништва 2011. у општини је живело 4.489 становника.
| 1931. | 1936. | 1951. | 1961. | 1971. | 1981. | 1991. | 2001. | 2011. |
| ----- | ----- | ----- | ----- | ----- | ----- | ----- | ----- | ----- |
| 3.995 | 4.089 | 4.091 | 4.307 | 4.153 | 4.067 | 4.004 | 4.216 | 4.489 |

## Партнерски градови
- Кирххајм ам Рис
- Rhemes-Notre-Dame